# インダストリアル・ストレングス
インダストリアル・ストレングス（Industrial Strength Records）は、1991年にレニー・ディーが設立したハードコアテクノ、ガバのレーベルである。

## 概要
インダストリアル・ストレングスは、その所在がニューヨークにあり、ハードコアテクノ/ガバにおける世界的な先駆レーベルのひとつに挙げられる。また、アメリカから電子音楽を世界的にリリースした最初のレーベルのひとつでもある。レーベルの拡大に伴い、ヨーロピアン・スタイルのハードコアテクノやガバとは明らかに異なるスタイルへと、リリースされる曲の傾向が区別されるようになった。
レーベルが設立した1991年以降、サブレーベルまで含めて750以上のタイトルをリリースし、全媒体の合計で3百万枚（個）以上を売り上げている。

## サブレーベル
インダストリアル・ストレングスのサブレーベルを、おおよそ設立年順に並べると以下の通り。
- IST (Industrial Strength Trance) - 1993年設立
- Industrial Strength UK - 1994年設立
- バスタード・ラウド・レコード (Bastard Loud Records) - 1995年設立
- ラフ・ビーツ・レコード (Ruff Beats Records) - 1995年設立
- Industrial Strength Limited - 1996年設立
- ハウス・ウィズアウト・ア・ホーム (House Without A Home) - 1996年設立
- LDレコード (LD Records) - 1996年設立
- Machete - 1998年設立
- Industrial Strength Europe - 2000年設立
- メンタル・ヴェノム (Mental Venom) - 2000年設立
- ハイ・デンシティ・レコード (High Density Records) - 2000年設立
- インダストリアル・ムーヴメント (Industrial Movement) - 2006年設立

## 主要アーティスト
インダストリアル・ストレングスからリリースしたプロデューサーは以下の通り。現在はハードコアテクノとは一見無関係のように見える有名テクノミュージシャン達も変名でリリースしている。また、日本人ではナヲトスズキが1997年に7インチをリリースしている。
- DJプロモ (DJ Promo)
- カール・コックス (Carl Cox)
- キャスパー・パウンド (Casper Pound)
- ザ・ホラリスト (The Horrorist)
- シリロ (Cirillo)
- ダフト・パンク (Daft Punk)
- ナセンブルテン (Nasenbluten)
- ポール・エルスタック (Paul Elstak)
- マヌ・ル・マリン (Manu le Malin)
- マーク・アカーディペイン (Marc Acardipane)
- リッチー・ホゥティン (Richie Hawtin)
- ローラン・ガルニエ (Laurent Garnier)
- ナヲトスズキ (Nawoto suzuki)